# Rise to It
„Rise to It“ je píseň americké rockové skupiny Kiss vydaná na albu Hot in the Shade. Píseň napsali Paul Stanley a Bob Halligan, Jr. Píseň otvírá celé album. Jde o svižnou skladbu s prvky blues. K písni vznikl videoklip, ve kterém se Paul a Gene namaskují jako v 70. letech, což rozpoutá mezi fanoušky v té době předčasné spekulace o návratu skupiny v původní sestavě a původní image.

## Sestava
- Paul Stanley – zpěv, rytmická kytara
- Gene Simmons – zpěv, basová kytara
- Bruce Kulick – sólová kytara, basová kytara
- Eric Carr – zpěv, bicí, perkuse